# Revezamento da Juventude
O Revezamento da Juventude (em sérvio-croata e esloveno: Štafeta mladosti (cirílico : Штафета младости), macedônio: Штафета на младоста, albanês: Stafeta e Rinise) foi uma corrida de revezamento simbólica realizada na República Socialista Federativa da Iugoslávia todos os anos. O revezamento carregava um bastão com uma promessa de aniversário a Josip Broz Tito, aparentemente de todos os jovens da Iugoslávia.   A corrida geralmente começava na cidade natal de Tito, Kumrovec, e passava por todas as principais cidades do país. Terminou em Belgrado, no JNA Stadium, em 25 de maio, aniversário oficial de Tito  e Dia da Juventude, feriado nacional.
O revezamento ocorreu pela primeira vez em 1945 e foi formalizado como feriado nacional em 1957. Aconteceu após a morte de Tito em 1980 e foi realizada pela última vez em 1988. 
Em 1987, o design do pôster vencedor do revezamento causou um escândalo nacional, pois foi revelado que era baseado em um pôster de propaganda nazista.     Os autores, a divisão de design da Neue Slowenische Kunst, apresentaram o projeto para protestar contra o culto à personalidade de Tito, do qual o revezamento era uma parte importante. Juntamente com a crise crescente do Estado iugoslavo, considera-se que este escândalo contribuiu significativamente para a decisão de descontinuar a corrida.